# Triskaidekafobia

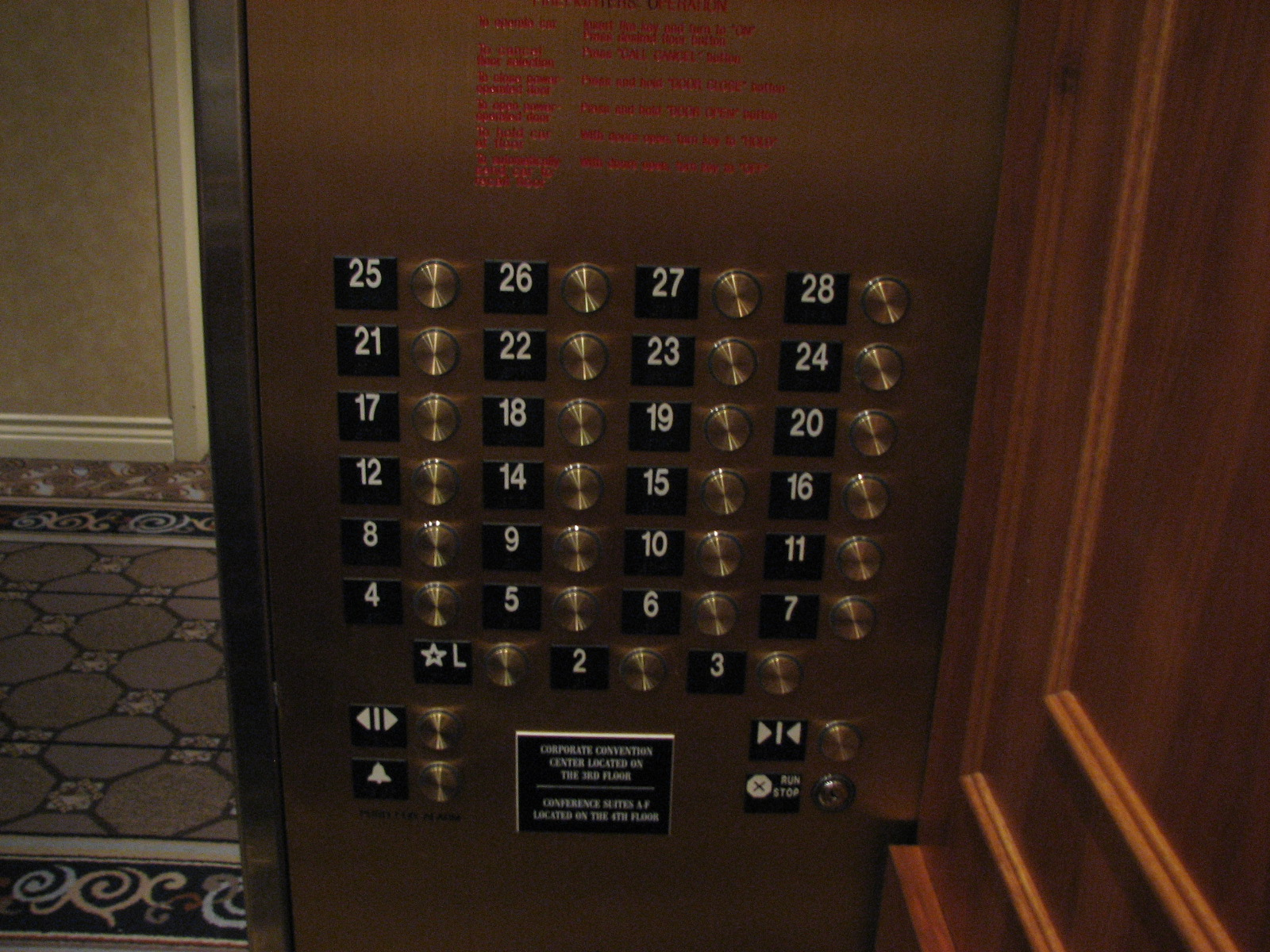
Pulpit windy bez 13 piętra.

Triskaidekafobia (stgr. τρεισκαίδεκα triskaídeka = trzynaście, stgr. φόϐος fobos = strach, lęk) – lęk przed liczbą trzynaście, irracjonalna wiara, że liczba ta przynosi pecha. Jako przesąd funkcjonujący w kulturze zachodniej powszechnie, uznawana jest za fobię jedynie, gdy znacznie utrudnia codzienne funkcjonowanie jednostki. Należy zatem odróżnić przesądność uwarunkowaną kulturowo od zaburzenia nerwicowego.

## Historia
Pojęcie wprowadził w 1910 roku amerykański psychiatra Isador Coriat.

## Odniesienia w kulturze
- W polskim serialu Alternatywy 4 mieszkanie nr 13 jest pechowe, zostało przeklęte przez robotnika, który nie mógł nic w nim zrobić. Pierwszy lokator zmarł zanim się tam zdążył wprowadzić. Następny, Dionizy Cichocki zdążył tylko posprzątać. Mieszkanie przydzielono w końcu towarzyszowi Janowi Winnickiemu. Ten wytrzymał kilka miesięcy, aż w końcu dostał przydział na placówkę dyplomatyczną w „amerykańskim kraju na literę H” (tj. Hondurasie).
- Bohaterowie angielskiego serialu Coronation Street, Stan i Hilda Ogden mieszkają przy ulicy Coronation Street pod numerem 12A (a nie pod 13)[potrzebny przypis].
- W niektórych hotelach brak pokoi o numerach 13, 113, 213 itd.
- W głównej siedzibie TPSA w Warszawie windy nie mają przycisków 13. piętra[potrzebny przypis].
- W sportach motorowych niekiedy unika się numeru startowego 13[potrzebny przypis][3].
- Wojewódzki Ośrodek Ruchu Drogowego w Łodzi wycofał samochód egzaminacyjny nr 13[4].
- Niektóre linie lotnicze (Lufthansa, Ryanair, Air France, Iberia) nie mają rzędu numer 13 w samolotach[5].